# تيم بروستر
تيم بروستر (بالإنجليزية: Tim Brewster)‏ هو لاعب كرة قدم أمريكية أمريكي، ولد في 13 أكتوبر 1960 في فيليبسبورغ في الولايات المتحدة.

## وصلات خارجية
- تيم بروستر على موقع إن إن دي بي (الإنجليزية)